# Kretischer Widerstand

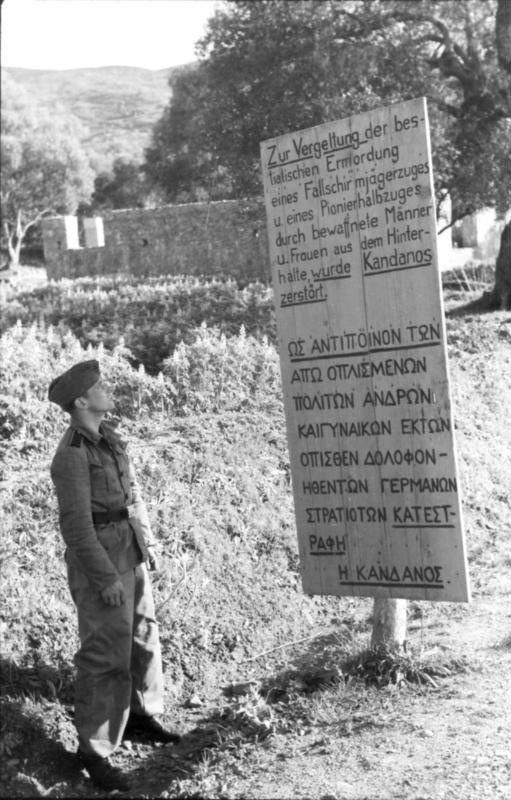
Ein deutscher Soldat vor einem Schild nach der Zerstörung von Kandanos: „Kandanos wurde als Vergeltung für den bestialischen Hinterhaltmord an einem Fallschirmjäger-Zug und einem halben Zug Pioniere durch bewaffnete Männer und Frauen zerstört.“

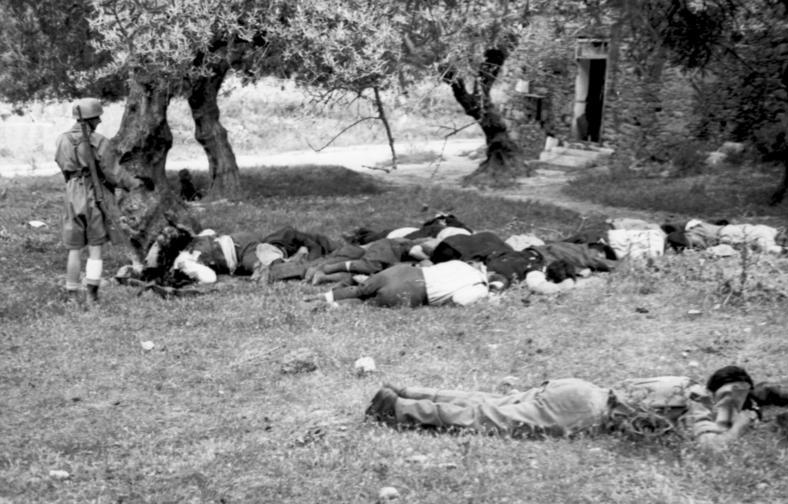
Massaker von Kondomari durch deutsche Fallschirmjäger, 1941

Die Kretische Widerstandsbewegung war eine antifaschistische Widerstandsbewegung gegen die Besatzungstruppen des nationalsozialistischen Deutschlands und des faschistischen Italiens durch die Bevölkerung der griechischen Insel Kreta während des Zweiten Weltkriegs.
Als Teil des umfassenderen griechischen Widerstands begann er mit der deutschen Invasion am 20. Mai 1941 (Schlacht um Kreta) und dauerte bis zur Kapitulation der Wehrmacht im Frühjahr 1945. Für diesen Widerstand zahlte die kretische Bevölkerung einen hohen Preis in Form von Massakern, Zerstörung ganzer Dörfer und brutalen Repressalien.

## Beginn der Besatzung
Während der Schlacht um Kreta trafen die deutschen Fallschirmjäger zum ersten Mal auf organisierten Widerstand der Zivilbevölkerung. Die kretischen Einwohner griffen die Soldaten mit Messern, Äxten, Sicheln und sogar mit bloßen Händen an. Die deutschen Verluste waren hoch – zahlreiche Fallschirmjäger fielen der Bevölkerung zum Opfer.

## Organisation des Widerstands
Bereits kurz nach der Besetzung formierten sich verschiedene Widerstandsgruppen auf der Insel. Viele davon schlossen sich später unter dem Dach des Ethniko Apeleftherotiko Metopo (ΕΑΜ) (Nationale Befreiungsfront) zusammen. Es entstanden Netzwerke zur Informationsweitergabe, zur Unterstützung alliierter Soldaten und zur Sabotage deutscher Einrichtungen.

## Zusammenarbeit mit dem britischen Geheimdienst
Der britische Special Operations Executive (SOE) unterstützte aktiv den Widerstand auf Kreta. Zahlreiche Agenten operierten verdeckt auf der Insel, unter ihnen:
- Patrick Leigh Fermor (1915–2011), britischer Schriftsteller und SOE-Agent
- W. Stanley Moss
- Tom Dunbabin
- John Houseman (1902–1988), US-amerikanisch-britischer Film- und Theaterschauspieler sowie Filmproduzent, Drehbuchautor und Filmregisseur
- Xan Fielding (1918–1991), britischer Schriftsteller, Übersetzer, Journalist und Reisender
- Georgios Psychoundakis, Verbindungsmann

Zu den bekanntesten Aktionen zählt die Entführung von General Kreipe im April 1944 durch Leigh Fermor und Moss, unterstützt von kretischen Partisanen.

## Repressalien
Als Reaktion auf den zivilen Widerstand übten die deutschen Besatzungstruppen brutale Repressalien aus. Mehrere Dörfer – darunter Kandanos, Viannos und Anogia – wurden zerstört und hunderte Zivilisten exekutiert. Der kretische Widerstand kostete viele Menschenleben, wurde jedoch zu einem Symbol für den griechischen Freiheitskampf.